# Hunter Doohan
Hunter Doohan (* 19. Januar 1994 in Fort Smith, Arkansas) ist ein US-amerikanischer Schauspieler, bekannt durch seine Rollen in den Fernsehserien Your Honor und Wednesday.

## Persönliches
Hunter Doohan wurde als zweiter Sohn des australischen Tennisspielers Peter Doohan in Fort Smith geboren und wuchs größtenteils in Arkansas auf.
Ende 2020 verlobte sich Doohan mit dem Produzenten Fielder Jewett. Die Hochzeit der beiden fand im Juni 2022 statt.

## Karriere
Nach seinem Schulabschluss absolvierte er ein Praktikum bei der Casting-Direktorin Elizabeth Barnes in Los Angeles. Danach nahm er an einem zweijährigen Schauspielprogramm in Santa Monica und weiteren Schauspielkursen teil. Erste Auftritte hatte Doohan in mehreren Kurzfilmen, bei deren Produktion er mit beteiligt war. Seine erste Hauptrolle erhielt er 2018 im Film Soundwave. Einem größere Publikum wurde er durch seine Verkörperung der jüngeren Version der Rolle von Aaron Paul in der Serie Truth Be Told sowie durch die Rolle des Adam Desiato in der Serie Your Honor neben Bryan Cranston bekannt. Im Jahr 2022 war er als Tyler Galpin in der Netflix-Serie Wednesday zu sehen.

## Filmografie (Auswahl)
- 2015: The Other Client List (Fernsehserie, eine Folge)
- 2015: It’s Supposed to Be Healthy (Kurzfilm, auch Drehbuch)
- 2015: Coffee House Chronicles (Fernsehserie, eine Folge)
- 2016: After You’ve Gone (Kurzfilm, auch Drehbuch)
- 2017: Far from the Tree (Kurzfilm, auch Drehbuch und Regie)
- 2018: Westworld (Fernsehserie, eine Folge)
- 2018: Soundwave (Film)
- 2019: Where We Disappear (Film)
- 2019: Schooled (Fernsehserie, eine Folge)
- 2019: What/If (Fernsehserie, eine Folge)
- 2019–2020: Truth Be Told (Fernsehserie, acht Folgen)
- 2020–2021: Your Honor (Fernsehserie, zehn Folgen)
- seit 2022: Wednesday (Fernsehserie, acht Folgen)
- 2025: Daredevil: Born Again (Fernsehserie, fünf Folgen)

## Auszeichnungen und Nominierungen
für Soundwave (2018)
- Northern Virginia International Film and Music Festival 2019: Auszeichnung als Bester Schauspieler[4]
- North Hollywood Cinefest 2019: Nominierung als Bester Schauspieler[5]